# 射鵰英雄傳之南帝北丐
《射鵰英雄傳之南帝北丐》，香港無綫電視翡翠台古裝武俠劇集，是無綫電視根據金庸的武俠小說《射鵰英雄傳》的故事人物而創作的故事，故事主要講述洪七及段智興阻止大金國入侵的故事。
本劇於1994年3月16日首播，共20集，監製莊偉建。

## 劇情
本作故事發生在南宋初年宋金對抗的時期。
正值血氣方剛年華的洪七（魏駿傑飾），是嘉興鎮當紅酒館富貴樓的少東，本著應該過衣食無憂日子的他，和丐幫幫主錢鶴星（林尚武飾）關係交好，鶴星也一直是七夢寐以求的拜師人選。
展智興（鄭伊健飾）從小隨母隱居在西夏靈鷲宮，和靈鷲宮宮主之女苗恩恩（陳慧儀飾）關係密切，為尋求自己生父，智興帶著滿懷希望南下中原，結識了漁村女孩劉瑛（陳加玲飾）及喜廣結善緣的七，智興與七成為莫逆之交。
丐幫副幫主程鐵山（江漢飾）暗中和金國太子完顏洪傑（郭政鴻飾）及國師雷霆上人（羅莽飾）勾結，暗中重傷幫主鶴星，鶴星幸得七出手相救。為治鶴星之傷，七上終南山全真教向王重陽真人（張英才飾）求九轉還魂丹，卻巧遇其師弟老頑童周伯通（黎耀祥飾），兩人一同下山救治鶴星。
鐵山之女程雪芯（黃曉燕飾）與七關係曖昧，但對於父親與金人勾結之事始終不願相信，以至於一直被父親所利用。某日，雷霆上人趁著七之父做大壽時帶領徒弟破壞壽宴，並大開殺戒，全富貴樓上下除七之外無一倖免，包括七那身懷六甲的三娘，手段極其殘忍。
慘遭滅門之禍的七，毅然決然加入丐幫並拜入鶴星門下，但鐵山發動事變再次打傷鶴星和七，並搶下丐幫幫主之位。鶴星再重傷瀕死之際，將丐幫打狗棒傳給七，然後含恨離世。在鶴星臨死前留下線索，七帶著雪芯在丐幫祕境尋得降龍十八掌和打狗棒法秘笈，並潛心修練為報大仇。
雲南大理國皇帝段文忠（王偉飾）和其弟段文義（李成昌飾）共同治理國家，不料文義也與金人勾結，帶兵攻打靈鷲宮，害得智興生母展玉蘭及靈鷲宮主慘死，只剩恩恩逃出生天。智興在得知其母皆因大理段氏而亡後，與其父關係越發緊張。
在某次遭受雷霆及洪傑用子午透骨釘偷襲的七和智興，性命危在旦夕之時，雷霆其中一名徒弟木霖（馮曉文飾）看不慣其師陰狠，不惜盜取解藥醫治智興及七，無奈解藥在打鬥中掉落大部份只剩一顆，智興大義凜然將解藥讓予七，自己得忍受毒發時痛苦。
文忠為彌補兒子的恨，決心散盡功力用一陽指替智興解毒，並在彌留之際將大理皇位傳授給智興，智興也因此正名為段智興，成為新一代大理皇帝。方登上王位的智興勤加刻苦修練一陽指及六脈神劍，終於手刃殺母仇人文義。
雷霆的大徒弟水靈（李桂英飾）眼見師妹木霖為愛反叛師門，自己也決定為了暗戀的七背叛師門並投靠丐幫。在水靈幫助下，七成功擊殺鐵山，但卻引來雪芯對七的仇恨，在喪父之仇與痛失愛人的衝擊之下，雪芯刻意用智興的劍自殺，企圖挑起七和智興關係上的決裂。
智興身邊有三名愛慕他的女人，分別是恩恩、木霖和瑛，但深愛恩恩的智興決心立恩恩為皇后，為了不辜負另外兩女對他的付出，有意納她們為妃。瑛欣然受封為貴妃，而木霖則無心權貴而謝絕封賞。
丐幫中，水靈眼見雪芯及智興不在七身邊，無人干涉她與七的感情生活，心性越發扭曲，甚至為了將七永遠留在她身邊，不惜向其下散功毒致使功力日漸退化。木霖得知師姐為追愛而不擇手段而有意阻止，卻被水靈忍心殺害。智興接獲噩耗，追封水靈為皇貴妃。
智興眼見金國與大宋議和，於是透過線索找上鐵掌峰奪得武穆遺書並勤練兵法。七在水靈挑撥下，和智興的矛盾越來越大，七為奪武穆遺書而找上智興，兩人交手後，智興意外發現七的功力退步許多，這才揭發水靈的惡行。
水靈見惡行敗露後，精神逐漸陷入瘋狂地步，對七的佔有慾又再次提升，於是她冒然挑戰雷霆卻不敵，在奄奄一息之際，她倒臥在七的懷裡並偷襲他，意欲迫使七與她一同殉情。
未死透的七被伯通及重陽所救，並受重陽的先天功治療，智興也在此時助其一臂之力。恢復功力的七與智興聯手格殺雷霆及洪傑。但恩恩及瑛和伯通所生的孩子卻不慎被鐵掌幫主裘千仞（關菁飾）所傷，恩恩無力回天，而瑛眼見智興不願出手相救孩子後，親手殺死自己孩子並一夜白頭。
遭受失去親情與愛情各種打擊後的智興，毅然決然看破紅塵出家為僧，法名「一燈」。而七則接任丐幫幫主之位，四處打擊犯罪行俠仗義，人們稱其為「九指神丐」。

## 演員表

### 主要演員
| 演员   | 角色                     |
| 鄭伊健 | 段智興（展智興）         |
| 魏駿傑 | 洪七（第十八代丐幫幫主） |
| 黎耀祥 | 周伯通                   |
| 陳加玲 | 劉瑛姑                   |
| 黃小燕 | 程雪芯                   |
| 陳慧儀 | 苗思恩                   |

### 其他演員
| 演员   | 角色                       |
| 林尚武 | 錢鶴星（第十七代丐幫幫主） |
| 李家強 | 魯有腳                     |
| 江 漢  | 程鐵山（程雪芯父）         |
| 麥嘉倫 | 齊總管                     |
| 黃成想 | 執法長老                   |
| 虞天偉 | 九袋長老                   |
| 葉鎮華 | 傅功長老                   |
| 石毅魂 | 丐幫弟子                   |
| 林家棟 | 丐幫弟子                   |
| 曹 濟  | 丐幫弟子                   |
| 游 飆  | 污衣弟子                   |
| 張宏偉 | 污衣弟子                   |
| 張海勤 | 淨衣弟子                   |
| 王 偉  | 段文忠（段王爺）           |
| 柳影紅 | 展玉蘭                     |
| 文潔雲 | 靈鷲宮宮主（苗恩恩母）     |
| 王維德 | 漁（大理國大臣）           |
| 黃文標 | 樵（大理國大臣）           |
| 鄭家生 | 耕（大理國大臣）           |
| 郭卓樺 | 讀（大理國大臣）           |
| 郭政鴻 | 完顏洪杰（大金國四王子）   |
| 李成昌 | 段文義                     |
| 關 菁  | 裘千仞                     |
| 羅 莽  | 雷霆上人                   |
| 李桂英 | 水靈（雷霆上人徒弟）       |
| 馮曉文 | 木霖（雷霆上人徒弟）       |
| 李耀敬 | 金剛（雷霆上人徒弟）       |
| 邵卓堯 | 土川（雷霆上人徒弟）       |
| 黃建峰 | 火沖（雷霆上人徒弟）       |
| 李龍基 | 金牙貴（洪七父）           |
| 謝月美 | 洪七母                     |
| 黃仲匡 | 豬油膏                     |
| 黃煒琳 | 牛白腩（富貴樓小二）       |
| 蕭玉燕 | 紅蓮（妓女）               |
| 吳列華 | 蜜桃                       |
| 蔣文端 | 南杏                       |
| 朱鐵和 | 劉廣（劉瑛父）             |
| 區 嶽  | 渡空大師                   |
| 曾健明 | 大理國國民                 |
| 麥子雲 | 金國大臣                   |
| 陳勉良 | 擄劉瑛者                   |
| 鄧煜榮 | 擄劉瑛者                   |
| 王偉樑 | 擄劉瑛者                   |
| 張英才 | 王重陽                     |
| 薛 峻  | 捕頭                       |
| 麥皓為 | 高宗皇帝                   |
| 陳鳳冰 | 媒人婆                     |
| 鄧汝超 | 村民                       |
| 博 君  | 村民                       |

## 影碟發行
以下影碟發行由電視廣播(國際)有限公司授權：
香港發行代理商現代音像(國際)有限公司於2004年推出發行了《射鵰英雄傳之南帝北丐》VCD影碟零售版本，此影碟將已播放的集數並製作成13隻碟版本，每隻碟跟電視劇的每集片長約60分鐘一樣，設有粵語及國語發音版本並配上繁體中文字幕。

## 外部連結
- 《射鵰英雄傳之南帝北丐》 MyTV Super （页面存档备份，存于）